# Aconitum longipedicellatum
Aconitum longipedicellatum är en ranunkelväxtart som beskrevs av Lucien André Andrew Lauener. Aconitum longipedicellatum ingår i släktet stormhattar, och familjen ranunkelväxter. Inga underarter finns listade i Catalogue of Life.